# Efraín Guzmán
Pour les articles homonymes, voir Guzmán.
Noel Matta Matta-Guzmán, aussi connu par ses noms de guerre Commandant Nariño et Efraín Guzmán (c. 1937 - 2003) était un guérillero colombien, membre fondateur des Forces armées révolutionnaires de Colombie (FARC). Il est mort de cause naturelle le 7 septembre 2003.

## Jeunesse
Selon le journal officiel des FARC, Noel Matta-Guzmán serait né dans le village de La Lindosa, près de la ville de Chaparral (Tolima). Pendant son enfance, il travailla comme récolteur de café dans le Quindío.

## Parcours dans la guérilla
En 1953, pendant la dictature militaire de Gustavo Rojas Pinilla, âgé de seize ans, il se rend à Villarrica où il rejoint une guérilla libérale. Il devient commandant de la guérilla sous le nom de Commandant Nariño et se rapproche des communistes après la démobilisation des groupes rebelles subordonnés au Parti libéral.   
En 1964, le gouvernement du président Guillermo León Valencia ordonne la reconquête de la République de Marquetalia, où les guérilleros communistes sous la direction de Manuel Marulanda Vélez s'étaient substitués à l'État. En 1966, Guzmán participe à la conférence fondatrice des FARC. 
Au début des années 1970, alors que l’armée avait engagé des opérations visant à détruire son groupe rebelle (actif dans le département de Tolima), il parvient au contraire à opérer une succession de petites embuscades sur les militaires lancés à sa poursuite et à éviter à son groupe de connaitre des pertes significatives, ce qui lui apporte une certaine renommé au sein de la guérilla. Il devient chef du cinquième front des FARC en 1978 (sous le nom d'Efraín Guzmán) qu'il développe suffisamment pour le fractionner et construire de nouveaux Frentes. Il est élu au secretariado, la direction collégiale des FARC, en 1993. À partir de cette date, il assume également la direction du bloc Caraïbes des FARC. 

## Vie personnelle
Selon El Tiempo, Guzmán aurait eu un fils, Élmer Caviedes, également militant des FARC sous le nom de Albeiro Córdoba